# Edith Nawakwi
Edith Zewelani Nawakwi (* 24. Juni 1959 in Mwenzo, Distrikt Nakonde; † 7. April 2025 in Lusaka) war eine sambische Politikerin (Movement for Multi-Party Democracy).

## Werdegang
Nawakwi studierte Wirtschaftswissenschaft an der Universität von Sambia und am Imperial College London.
Nawakwi gehörte 1990 zu den Gründungsmitgliedern der Movement for Multi-Party Democracy, die nach den Wahlen in Sambia 1991 mit absoluter Mehrheit die Regierung übernahm und bei den Wahlen in Sambia 1996 bestätigt wurde. Dabei übernahm Nawakwi verschiedene Posten in der Regierung und war zeitweise Landwirtschafts- und Finanzministerin. Rund um den Jahrtausendwechsel kam es zu parteiinternen Querelen, da Präsident Frederick Chiluba zunehmend autokratischer wurde und eine dritte Amtszeit anstrebte, die verfassungsgemäß nicht vorgesehen war. Prominente innerparteiliche Dissidenten traten in der Folge aus der Partei aus und gründeten eigene Parteien, 2001 gehörte Nawakwi dabei neben Parteichef Christon Tembo als Generalsekretärin und stellvertretende Vorsitzende zu den Anführern bei der Gründung des Forum for Democracy and Development. Bei den Wahlen in Sambia 2001 wurde sie ins Parlament gewählt, die Partei war als viertstärkste Kraft Oppositionspartei. Als Teil der United Democratic Alliance trat die Partei bei den folgenden Wahlen 2006 an, als Parteivorsitzende und Präsidentschaftskandidatin führte Nawakwi die wieder eigenständig antretende Partei in die folgenden Wahlen. Der Stimmenanteil war jedoch weitgehend rückläufig, so dass bei den Wahlen in Sambia 2016 sie zwar mit 0,65 % der Stimmen hinter Edgar Lungu und Hakainde Hichilema Drittplatzierte bei der Präsidentschaftswahl wurde, aber bei der Parlamentswahl nur einen Sitz errang. Bei den Wahlen in Sambia 2021 wurde ein Wiedereinzug ins Parlament verpasst.
Edith Nawakwi starb im April 2025 im Alter von 65 Jahren in einem Krankenhaus in Lusaka.